# Draadvinnige elft
De draadvinnige elft (Dorosoma cepedianum) is een straalvinnige vissensoort uit de familie van haringen (Clupeidae). De wetenschappelijke naam van de soort is voor het eerst geldig gepubliceerd in 1818 door Lesueur.